# 蒙邦维莱
蒙邦维莱（法語：Mont-Bonvillers，法語發音：[mɔ̃ bɔ̃vile]）是法国默尔特-摩泽尔省的一个市镇，位于该省北部，属于布里埃区。

## 地理
蒙邦维莱（49°19'36"N, 5°50'6"E）面积7.44 平方千米，位于法国大東部大區默尔特-摩泽尔省，该省份为法国东北部内陆省份，是洛林的一部分，北邻比利时、卢森堡，北起顺时针与摩泽尔省、下莱茵省、孚日省和默兹省接壤。
与蒙邦维莱接壤的市镇（或旧市镇、城区）包括：昂代尼、朗德尔、迈里-曼维尔、马拉维莱尔、米尔维尔。
蒙邦维莱的时区为UTC+01:00、UTC+02:00（夏令时）。

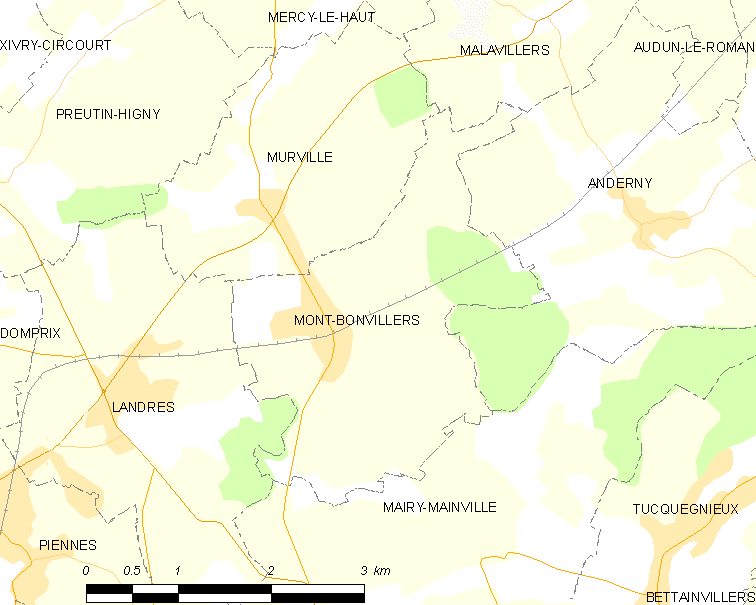
蒙邦维莱的OSM定位图

## 行政
蒙邦维莱的邮政编码为54111，INSEE市镇编码为54084。

## 政治
蒙邦维莱所属的省级选区为布里埃地区县。

## 人口

1962-2008年间蒙邦维莱人口变化图示

蒙邦维莱于2022年1月1日时的人口数量为940人。